# Guibemantis
Guibemantis Dubois, 1992 è un genere di rane della famiglia Mantellidae, endemico del Madagascar.

## Tassonomia
Comprende le seguenti specie:
- Guibemantis albolineatus  (Blommers-Schlösser and Blanc, 1991)
- Guibemantis albomaculatus  Lehtinen, Glaw, Vences, Rakotoarison, and Scherz, 2018
- Guibemantis annulatus  Lehtinen, Glaw, and Vences, 2011
- Guibemantis bicalcaratus  (Boettger, 1913)
- Guibemantis depressiceps  (Boulenger, 1882)
- Guibemantis diphonus  Vences, Jovanovic, Safarek, Glaw, and Köhler, 2015
- Guibemantis flavobrunneus  (Blommers-Schlösser, 1979)
- Guibemantis kathrinae  (Glaw, Vences, and Gossmann, 2000)
- Guibemantis liber  (Peracca, 1893)
- Guibemantis methueni (Angel, 1929)
- Guibemantis milingilingy Bletz, Scherz, Rakotoarison, Lehtinen, Glaw, and Vences, 2018
- Guibemantis pulcher  (Boulenger, 1882)
- Guibemantis punctatus  (Blommers-Schlösser, 1979)
- Guibemantis tasifotsy  Lehtinen, Glaw, Andreone, Pabijan & Vences, 2012
- Guibemantis timidus  (Vences and Glaw, 2005)
- Guibemantis tornieri  (Ahl, 1928)
- Guibemantis wattersoni Lehtinen, Glaw, and Vences, 2011
- Guibemantis woosteri Lehtinen, Glaw, Vences, Rakotoarison, and Scherz, 2018